# Jesberg
Jesberg è un comune tedesco di 2 161 abitanti situato nel land dell'Assia.

## Geografia antropica

### Suddivisioni amministrative
Jesberg si suddivide in 5 Ortsteile, tra distretti cittadini e frazioni.
- Densberg
- Elnrode-Strang
- Hundshausen
- Jesberg
- Reptich

## Galleria d'immagini

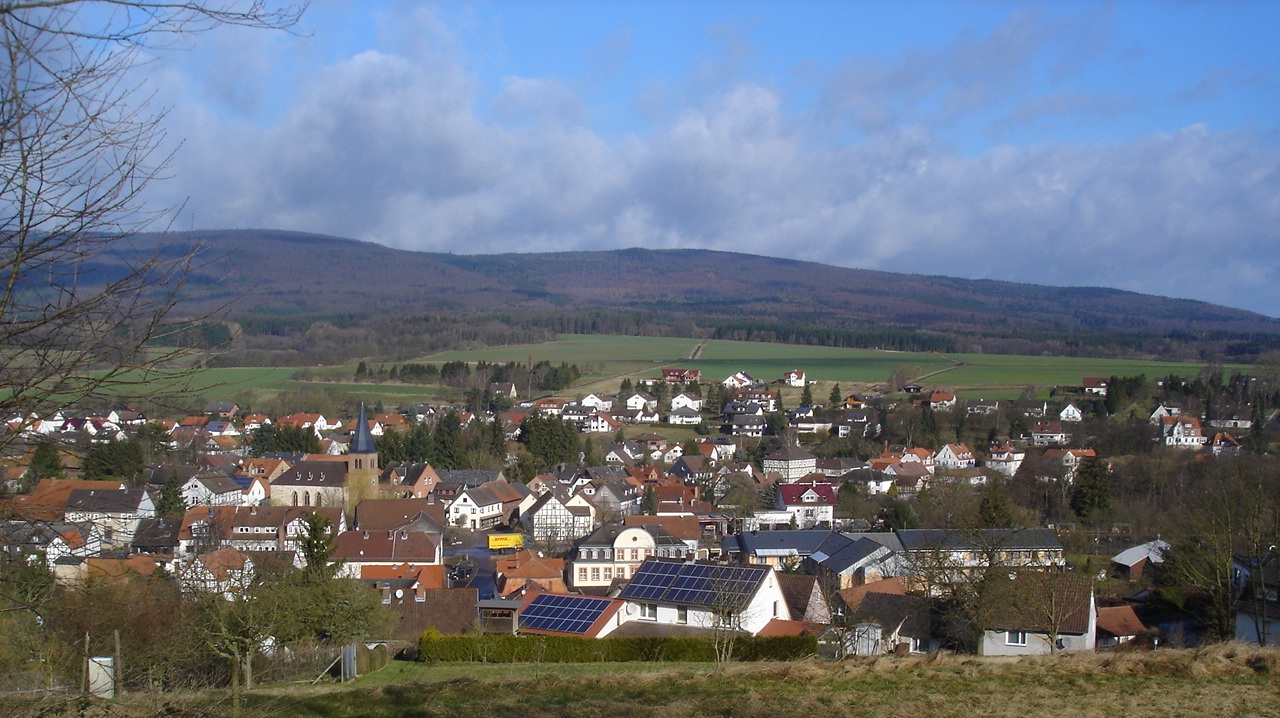
Jesberg
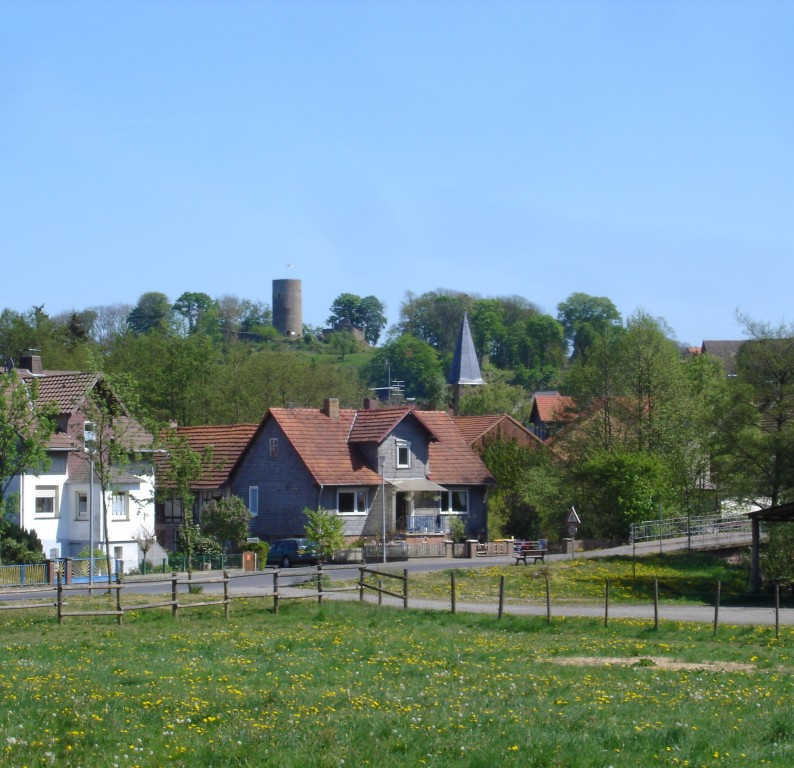
Jesberg con castello
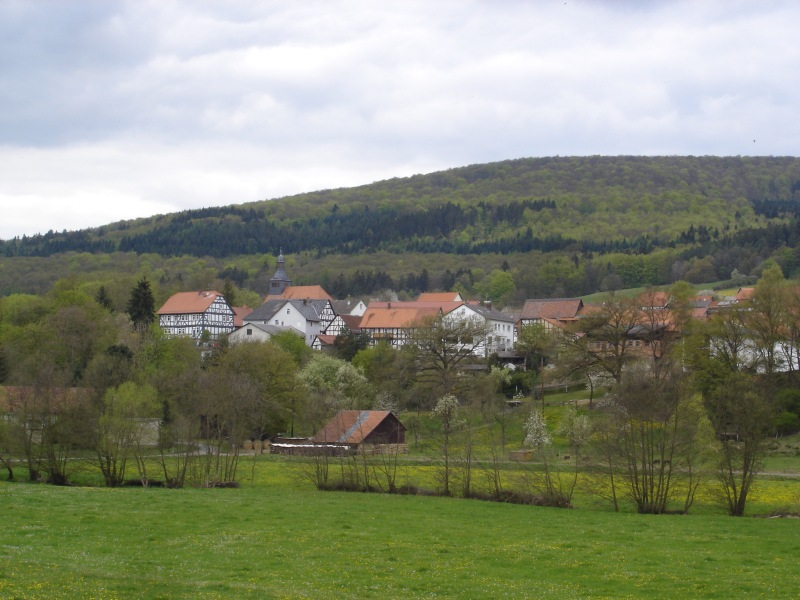
Densberg
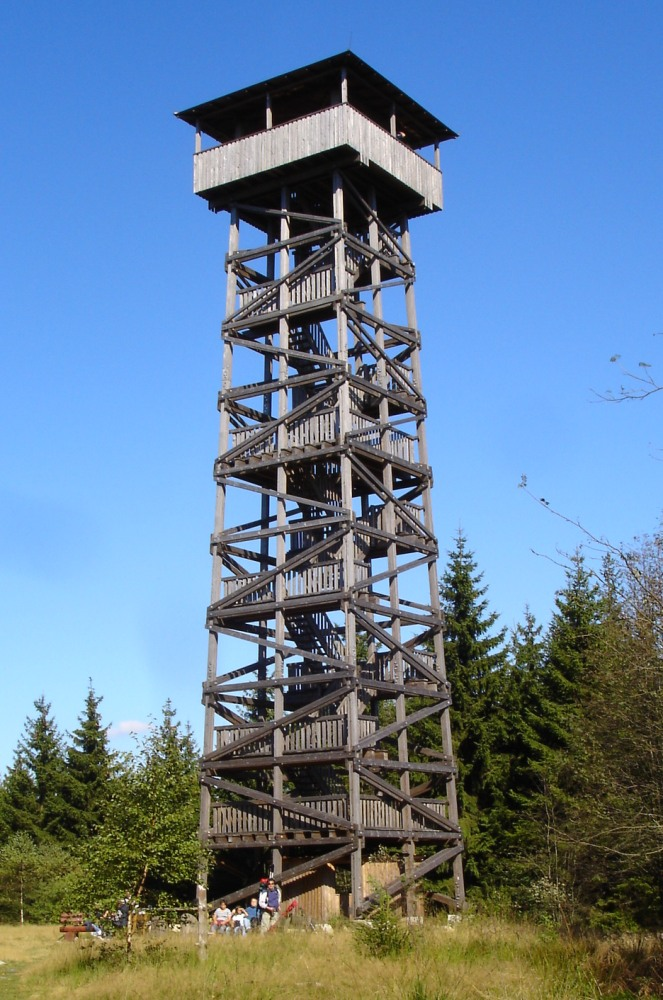
Kellerwaldturm (675 m s.l.m.)